# Biomutant
Biomutant es un videojuego perteneciente al género de acción y rol desarrollado por el estudio sueco desarrollador  Experiment 101, y publicado por la empresa THQ Nordic. Se lanzó el 25 de mayo de 2021 para Microsoft Windows, PlayStation 4 y Xbox One.y nintendo switch

## Jugabilidad
Biomutant es un videojuego de rol de acción ambientado en un entorno de mundo abierto y jugado desde una perspectiva en tercera persona en la que el jugador toma el control de una criatura parecida a un mapache en un mundo lleno de animales mutados. Lo primero que debe hacer el jugador es personalizar su propio personaje. El sexo, la longitud, la forma y el grosor del cuerpo, el pelaje, los colmillos y muchos otros atributos se pueden ajustar y todos tienen un impacto directo en las estadísticas del personaje jugable durante el videojuego. Un personaje más grueso es más pesado, lo que lo hace más lento, pero por otro lado le permite infligir y resistir más daño. El sistema de combate combina ataques cuerpo a cuerpo con disparos de largo alcance. El jugador recoge partes a lo largo del videojuego y combina estas partes para crear un arma. Cada parte tiene su propio efecto en las estadísticas del producto final. El videojuego presenta una variedad de adaptadores, incluidos criogénicos y eléctricos, que son efectivos en las batallas. Cuando una parte criogénica se coloca en un arma, los enemigos se congelarán cuando sean golpeados. El jugador puede combinar el poder de múltiples armas cambiando entre diferentes armas durante el combate. El protagonista puede esquivar a la izquierda, derecha y hacia atrás, así como saltar. Además de subir de nivel al personaje jugable, el jugador también puede usar puntos de nivel para fortalecer sus atributos o desbloquear nuevas combinaciones de ataque. Otra forma de aprender nuevos movimientos es interactuando con personajes específicos en cada área. La mayoría de los movimientos se basan en armas, que se pueden crear utilizando el sistema de fabricación de armas del videojuego.
A lo largo del videojuego, los jugadores también pueden cambiar sus habilidades, las mutaciones y las partes biomecánicas del cuerpo , como la fijación de patas, alas y garras robóticas que se pueden usar para obtener diversas ventajas contra ciertos enemigos o en ciertos lugares. Para llegar a áreas específicas, el jugador debe cambiar las partes del cuerpo, equipar el equipo adecuado para esa área u obtener vehículos específicos, como un globo aerostático o motos de agua. De esta manera, el jugador puede superar los obstáculos introducidos por su entorno, como la disponibilidad limitada de oxígeno en la Zona de la Muerte: al usar una máscara de gas o un contenedor de oxígeno, el jugador puede aventurarse más profundamente en el área y explorar nuevos lugares que no pueden ser alcanzado sin ninguna precaución, mientras que se puede llegar a una parte aún más grande del área obteniendo un traje robótico. El jugador puede explorar el mundo del videojuego a pie, volando o usando un globo aerostático, moto acuática y traje robótico. También presenta un sistema climático dinámico y un ciclo de día y noche que afectan el videojuego y el comportamiento del enemigo.
La historia está basada en la misión y las líneas de la misión están basadas en los personajes. Ciertos personajes proporcionarán al jugador líneas de búsqueda que emanan de su área. Cuanto más interactúa el jugador con este personaje, más amplio se vuelve el arco de esa área específica.
Biomutant también presenta un sistema de Karma para personajes no jugables y un sistema complementario para reclutar aliados para luchar y viajar junto con el jugador. Dependiendo de las acciones, interacciones y decisiones tomadas por el jugador a lo largo de todo el videojuego, las posiciones que adoptan los personajes pueden cambiar, lo que influye en la continuación de la historia a medida que cambian los diálogos y las líneas de búsqueda. La historia está completamente narrada. A medida que aumenta el tiempo de videojuego, el nivel de narración se reduce. Los jugadores también podrán ajustar manualmente la frecuencia de la narración.

## Argumento
Biomutant tiene historias ramificadas donde las decisiones tomadas por el jugador decidirán cómo continuará la historia. El mundo de Biomutant es golpeado por un desastre natural cuando el petróleo venenoso sale de debajo de la superficie y contamina el Árbol de la Vida. El árbol de la vida tiene cinco raíces a través de las cuales da vida al mundo entero. Para salvar el Árbol de la Vida, los jugadores deben ir al final de cada raíz, donde, aparte del aceite, una criatura está destruyendo la raíz al roerla. También hay seis tribus que están separadas de su enclave original. Tres de ellos quieren sanar el Árbol de la Vida, mientras que los otros tres planean hacer las cosas por su cuenta. Cada tribu puede ser influenciada a través del sistema Karma. El jugador puede aliarse con una tribu y eliminar otras tribus para hacer crecer el poder de la tribu aliada en el mundo, aunque el jugador también puede decidir sobre el destino del Árbol de la Vida sin tener que matar a ninguna de las tribus si así lo desean.

## Desarrollo
Biomutant es el primer videojuego de desarrollo del estudio sueco Experiment 101, establecido en el verano de 2015 por antiguos empleados de Avalanche Studios.Después de trabajar en la serie Just Cause durante muchos años, los fundadores del estudio querían volver a los principios básicos del desarrollo de videojuegos y crear un videojuego que sea "divertido en el buen sentido".". Experiment 101 tiene una organización plana y tenía 18 empleados en agosto de 2018. . el desarrollo de Biomutant comenzó poco después de la fundación del estudio.
El 19 de agosto de 2017, un anuncio en la revista de juegos alemana GamesMarkt reveló la existencia del videojuego, calificándolo como una "fábula post-apocalíptica de kung-fu", antes de ser anunciado completamente el 21 de agosto. El videojuego se podía jugar más tarde esa semana en la feria comercial alemana Gamescom. En una entrevista que se publicó el día después del anuncio del videojuego, el jefe de estudio de Experiment 101, Stefan Ljungqvist, dijo que el videojuego ya estaba completo. También mencionó que una de las cosas más difíciles para el equipo de desarrollo era equilibrar el sistema de combate para "combinar disparos, ataques cuerpo a cuerpo y habilidades de una manera bastante intuitiva".". Unreal Engine 4 se está utilizando para el desarrollo del videojuego.

## Recepción
Biomutant recibió críticas positivas antes del momento de su lanzamiento. Sin embargo, tras éste la opinión del público y de la prensa especializada pasó a ser mayormente negativa. Las críticas negativas se centraron en el hecho de que la mayoría de mecánicas estaban desfasadas y sin pulir, con combates repetitivos carentes de feedback. Además se criticó que la narración era demasiado lenta y entrecortada, con secciones de gameplay excesivamente cortas antes de ser interrumpidas por constantes explicaciones. El diseño de su mundo tampoco fue bien recibido, describiéndose como muy vacío en proporción a su tamaño.